# Rhamphella inconspicua
Rhamphella inconspicua är en tvåvingeart som beskrevs av Malloch 1930. Rhamphella inconspicua ingår i släktet Rhamphella och familjen dansflugor. Inga underarter finns listade i Catalogue of Life.